# 권태훈
권태훈(權泰勳, 1995년 1월 22일 ~ )은 대한민국의 전직 스타크래프트 II 프로게이머, 현직 히어로즈 오브 더 스톰 프로게이머이다. 스타크래프트 II 프로게이머 당시 종족은 저그이며, 아이디는 Sniper이다.
2010년 MVP에 입단하여 프로게이머 활동을 시작했다.
2012년 12월 2일 미국 라스베이거스에서 열린 HOT6 GSL 시즌5 결승전에서 고석현을 상대로 4:3 스코어로 승리, 생애 첫 우승을 차지하였다.
2014년 7월 31일 MVP와의 결별을 공식 발표했다.
2014년 10월 19일부로 군입대로 인해 은퇴를 선언했다.
2015년 현재 히어로즈 오브 더 스톰 게임단인 Team DK 소속으로 활동 중이다.

## 주요 기록
프리미어 개인리그 우승 1회
- 2011 PEPSI 글로벌 스타크래프트 II 리그 Aug. Code A 16강
- 2011 소니 에릭슨 글로벌 스타크래프트 II 리그 Oct. Code A 32강
- 2012 2012 핫식스 글로벌 스타크래프트 II 리그 시즌 1 Code A 24강
- 2012 2012 핫식스 글로벌 스타크래프트 II 리그 시즌 2 Code A 12강
- 2012 2012 무슈제이 글로벌 스타크래프트 II 리그 시즌 3 Code S 32강
- 2012 2012 핫식스 글로벌 스타크래프트 II 리그 시즌 4 Code S 32강
- 2012 2012 핫식스 글로벌 스타크래프트 II 리그 시즌 5 Code S 우승 (4:3 고석현)
- 2012 IPL 5 8강
- 2013 핫식스 2013 글로벌 스타크래프트 II 리그 시즌 1 Code S 32강
- 2013 제4회 인천 실내무도아시아경기대회 스타2 부문 국가대표 선발전 32강
- 2013 WCS Korea Season 1 챌린저리그 48강
- 2013 WCS 코리아 시즌 3 챌린저리그 48강